# Burmas flag
Burmas flag blev indført 21. oktober 2010, og er i størrelsesforhold 5:9. Flaget blev indført i forbindelse med grundlovsrevisionen der foregik på tiden. Det består af tre striber i gult, grønt og rødt, og en hvid, femtakked stjerne i flaggets centrum. Stribene symboliserer henholdsvis solidaritet, fred, frodig natur og rolighed, og mod og beslutsomhed. Den hvide stjerne i flaggets centrum symboliserer viktigheden af landets union.

## Burmas flag (1974–2010)
Burmas forrige flag blev indført 4. januar 1974, og var en modifikation af flaget som blev indført ved uafhængigheden i 1947. Dette var rødt og blåt som dagens flag, men havde et andet mærke i kantonen: En stor hvid stjerne omgivet af fem mindre. Symbolikken var her knyttet til at repræsentere de vigtigste etniske grupper i landet.
Flaget bestod af en rød flagdug med en blå kanton hvori der var indsat et emblem i hvidt. Emblemet bestod af et tandhjul med et risaks over. Dette symboliserede industri og landbrug. Rundt om stod fjorten hvide stjerner, en for hver af Burmas delstater og distrikter. Stjernerne symboliserede enhed og ligeværd mellem landets delstater og distrikter. Flagets røde farve stod for mod, den blå farve symboliserede fred, mens den hvide farve stod for renhed. Flaget var i forholdet 5:9, men størrelserne 2:3 og 6:11 blev også benyttet.

## Orlogsflag
Som orlogsflag fører Burma et flag helt forskelligt fra nationalflaget. Flagdugen i orlogsgøsen er hvid. Kantonen er rød og har en hvid stjerne. I flagets frie ende er der placeret et blåt anker.